# بورگوفرانکو سول پو
بورگوفرانکو سول پو (به ایتالیایی: Borgofranco sul Po) یک کومونه در ایتالیا است که در استان منتووا واقع شده‌است.

## خصوصیات
بورگوفرانکو سول پو ۱۵٫۰ کیلومترمربع مساحت و ۸۴۵ نفر جمعیت دارد و ۱۴ متر بالاتر از سطح دریا واقع شده‌است.